# زياد العمري (ممثل)
زياد العمري ممثل سعودي، بدأ تجربته الفنية بأداء دور البطولة في عدد من الأفلام السينمائية القصيرة من بينها فيلم «الجرذي». كما شارك في العديد من الأعمال في السينما والتلفاز من أبرزها: فيلم «عبد»، وفيلم «ليل نهار».

## أعماله

### الأفلام
| م | الفيلم   | التاريخ | تفاصيل                                                                                       |
| - | -------- | ------- | -------------------------------------------------------------------------------------------- |
| 1 | الجرذي   | 2020م   | بطولة: عبدالله السعداوي، وعلي الكلثمي، وضي سلطان.                                            |
| 2 | عبد      | 2023م   | بطولة: محمد علي، وخيرية أبو لبن، وإخراج منصور أسد.                                           |
| 3 | الخلاط+  | 2022م   | بطولة: محمد الدوخي، إبراهيم الخير الله، عبدالعزيز الشهري، إبراهيم الحجاج.                    |
| 4 | راس براس | 2023م   |                                                                                              |
| 5 | ليل نهار | 2024م   | بطولة: عبد الله السدحان، وعلي إبراهيم، وأبرار فيصل، ونواف السليمان، وإخراج عبدالعزيز المزيني |

### المسلسلات
| م | المسلسل            | التاريخ | تفاصيل                                                                               |
| - | ------------------ | ------- | ------------------------------------------------------------------------------------ |
| 1 | أوريم: فندق بلكونة | 2021م   | بطولة: خالد عبد العزيز، إبراهيم الحجاج. إخراج عدد من المخرجين.                       |
| 2 | سكر سادة           | 2022م   | بطولة: أسعد الزهراني، وأحمد العونان، وسعيد صالح، وعبد العزيز الشهري، وخيرية أبو لبن. |
| 3 | الخطة ب            | 2024م   | بطولة: إبراهيم الخير الله، وإبراهيم الحجاج، وميلا الزهراني، وحكيم جمعة.              |
| 4 | هروج               | 2025    | بطولة: عبد العزيز الشهري، مشعل المطيري، عبد الله السدحان.                            |